# Obana albocostata
Obana albocostata är en fjärilsart som beskrevs av Emilio Berio 1959. Obana albocostata ingår i släktet Obana och familjen nattflyn. Inga underarter finns listade i Catalogue of Life.